# Лари Скот (бодибилдер)
Лари Ди Скот (12. октобар 1938 – 8. март 2014), надимак "легенда" и "Златни дечак" био је амерички ИФББ професионални бодибилдер. Освојио је прво Мистер Олимпија такмичење 1965 и одбранио титулу 1966 мистер Олимпија такмичење пре повлачења из бодибилдинга.

## Младост
Лари Ди Скот је рођен у Покателу, Ајдахо. Од мајке Таи Скот и оца, бравара Вејна Скота. Почео је да тренира у доби од 16 година и освојио Мистер Ајдахо такмичење 1959. са 20 година. Након што се преселио у Калифорнију, он је убрзо освојио Мистер Калифорнија (1960), Мистер Пацифичке обале(1961), "Мистер Америка" (1962), и "Мистер Универзум" (1964). Када је Џо Вејдер створио Мистер Олимпија титулу, Скот је освојио прва два такмичења 1965. и 1966. године. Иако се пензионисао након друге победе, направио је кратак повратак 1979. године, пре него што је коначно отишао из такмичења 1980. године. Студирао је електронику у Калифорнији, био је побожан Мормон. Оженио је Рејчел Скот (рођену Ичикава). Имали су петоро деце: ћерку Сузан и синове Ериан, Нејтана, Дерека и Мајкла. Дерек је погинуо у несрећи на мотору 1992. години, а Мајкл је умро 1993. године.

## Каснији живот
Играо је споредну улогу у филму из 1964 "Muscle Beach Party". Када је почео тренинг снаге 1956. године, његова уска рамена су му била посебно слаба тачка. Он је тренирао са Винсом Жирондом, познатим бодибилдером тога времена, најпознатијим по развоју својих руку, посебно његов импресиван и издужен бицепс. Он је приписао раст свога бицепса вежби под називом "Preacher Curl" или првоповедников прегиб, који је изумео Жиронда, касније познат као и "Скот прегиб" због повезаности са Скотом.
Скот је такође био популаран модел у раним 1960-им.
Од 1960-их до његовог првог пензионисања 1966. Скот је био бодибилдинг суперстар. Бодибилдерски часописи су ускоро почели капитализацију његове све-америчке слике. Његова популарност је постала позната као "Лари грозница" и достигао је свој врхунац на првом такмичењу "Мистер Олимпија" 1965. године, победивши Харолда Пула. Скот је одбранио своју титулу и освојио 1966 мистер Олимпија титулу, добивши награду од $1,000.
Вести његовог одласка у пензију у старости од 28 година су шокирале спорт, али му је приоритет био његов други брак и осећао је да је постигао све што је могао у такмичарском бодибилдингу, после две Мистер Олимпија победе.
Скот се повукао у Солт лејк Сити, држава Јута, радећи на својој компанији за персоналне тренинге, Лари Скота фитнес и исхрана. Компанија је производила и продавала опрему за теретане и дијететске суплеменате. Ушао је у ИФББ кућу славних 1999. године.

## Смрт
Скот је умро 8. марта 2014. године, од компликација Алцхајмерове болести у својој кући у Солт лејк Ситију, Јута. имао је 75 година.

## Достигнућа
- Први бодибилдер да освоји Мистер Америке, Мистер Универзум и Мистер Олимпија такмичења.
- Освојио прва два Мистер Олимпија такмичења, 1965 и 1966.
- Једини бодибилдер који никада није изгубио такмичење "Мистер Олимпија", у ком се такмичио.
- Популаризовао вежбу познату као "Скот прес", комбинацију постика са бучицама и одручења за средње раме.

## Бодибилдинг титуле
- 1959 Мистер Ајдахо, 1. место
- 1960 Мистер Калифорнија - ААУ, Победник
- 1960 Мистер Калифорнија - ААУ, Најмишићавији, 1. место
- 1960 Мистер-Лос Анђелес - ААУ, Најмишићавији, 3. место
- 1960 Мистер Лос Анђелес - ААУ, 3. место
- 1961 Мистер Пацифичке Обале - ААУ, Најмишићавији, 1. место
- 1961 Мистер Пацифичке Обале - ААУ, Победник
- 1962 Мистер Америка, средњи, 2 и у целини
- 1963 Мистер Универзум, средње 1. место
- 1964 "Мистер Универзум", "средина", 1. и у целини
- 1965 Мистер Олимпија, 1.
- 1966 Мистер Олимпија, 1.
- 1979 Канадски Дијамант Про Куп 9.
- 1979 Гранд При Ванкувер, није пласиран